# Опалипсово
Опалипсово — деревня в Великоустюгском районе Вологодской области.
Входит в состав Самотовинского сельского поселения, с точки зрения административно-территориального деления — в Самотовинский сельсовет.
Расстояние по автодороге до районного центра Великого Устюга — 8,5 км, до центра муниципального образования Новатора — 1,5 км. Ближайшие населённые пункты — Чернятино, Подсосенье, Торопово, Матрениха, Осиново, Сычугово.
По переписи 2002 года население — 52 человека (27 мужчин, 25 женщин). Всё население — русские.